# Abdulla Al Marzooqi
Abdullah Al Marzooqi (12 dicembre 1980) è un ex calciatore bahreinita, di ruolo difensore.